# نظرة المستثمرين

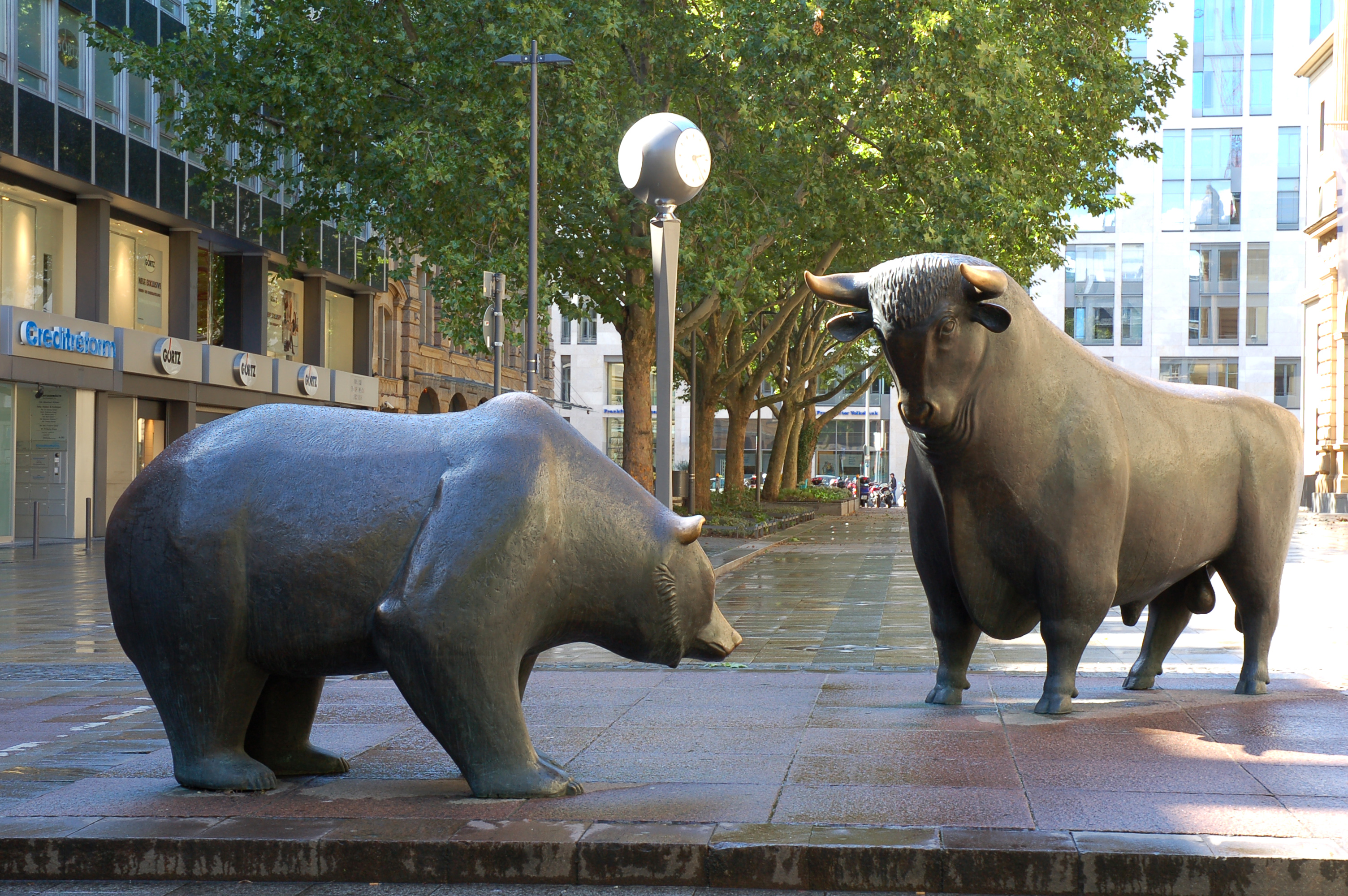

نظرة المستثمرين هو الموقف العام السائد عند المستثمرين من تطور الأسعار المتوقع في السوق. هذا الموقف هو تراكم مجموعة متنوعة من العوامل الأساسية والتقنية ، بما في ذلك تاريخ الأسعار والتقارير الاقتصادية والعوامل الموسمية والأحداث الداخلية والخارجية. أظهرت نتائج إحدى الدراسات وجود أربعة عوامل سلوكية تؤثر في قرارات المستثمرين الأفراد داخل سوق رأس المال هي الاستدلال والتوقع وعوامل السوق وعامل (القطيع).

## وصلات خارجية
- تقييم الشركات الناشئة: فهم المستثمر